# Villa Paranoïa
Pour plus de détails, voir Fiche technique et Distribution.
Villa Paranoïa est un film danois réalisé par Erik Clausen, sorti en 2004.

## Synopsis
Anna se voit écarter du rôle qu'elle espérait dans Le Malade imaginaire. Refusant au dernier moment de tourner dans une ridicule publicité pour du poulet, elle quitte le tournage. Jorgen, le commanditaire, en quête de présence féminine et d'infirmière pour son père, lui propose alors d'aller à la campagne s'occuper de celui-ci, invalide et sénile... 

## Fiche technique
- Titre : Villa Paranoïa
- Réalisation : Erik Clausen
- Scénario : Erik Clausen
- Production : Henrik Møller-Sørensen, Rasmus Videbæk
- Musique : Kim Hyttel
- Photographie : Rasmus Videbæk
- Montage : Kasper Leick
- Costumes : Jane Haagensen
- Pays d'origine : Danemark
- Format : Couleurs - 2,35:1 - Dolby Digital - 35 mm
- Genre : Comédie dramatique
- Durée : 106 minutes
- Distributeur : K-Films Amérique (Québec)
- Dates de sortie : 
  -  Danemark : 12 mars 2004

## Distribution
- Erik Clausen : Jørgen
- Sonja Richter : Anna
- Frits Helmuth : Walentin
- Sidse Babett Knudsen : Olga Holmgård
- Lærke Winther Andersen : Angelique
- Carsten Bang : Lars
- Søren Westerberg Bentsen : Kenneth
- Kim Borch-Nielsen : Jørgen enfant
- Susanne Breuning : Beline
- Jelena Bundalovic : Marina
- Zita Djenes : Maria

## Distinctions
- 2004 : Maverick Spirit Award au Cinequest Film Festival de San José (USA)
- 2004 : Prix Fipresci au Festival international de films de Taormine (Italie)
- 2004 : Grand Prix Hydro-Québec au Festival du cinéma international en Abitibi-Témiscamingue de Rouyn-Noranda (Canada)
- 2005 : Prix du public et Prix du jury jeune public au Festival du cinéma nordique de Rouen (France)
- 2005 : Prix du Public, Prix du Jury et Prix du Jury Jeune au Festival de films européens Mamers en mars à Mamers (France)